# شاپرایت
شاپرایت (انگلیسی: Shoprite) شرکت خرده‌فروشی در آفریقای جنوبی است، که در سال ۱۹۷۹ تأسیس شد.